# Semplici emozioni
Semplici emozioni è un singolo del cantautore italiano Nek, pubblicato il 25 giugno 2009 come terzo estratto dal decimo album in studio Un'altra direzione.

## Descrizione
Il brano si presenta come un pezzo del classico pop rock italiano, con l'uso di un malinconico giro di accordi.
Nel brano l'autore tratta della sua convinzione che la ragazza che l'ha lasciato non possa evitare di sentire ancora dentro di sé il legame esistente tra i due.
Il brano è stato inserito anche nella raccolta E da qui - Greatest Hits 1992-2010.

## Video musicale
Il videoclip è stato girato a Trieste, con degli scorci dell'università e del porto. Dalle scene si evince che la convinzione sopracitata è fondata.

## Tracce
Download digitale
1. Semplici emozioni – 3:51
2. Simples emociones (versione spagnola) – 3:51

## Formazione
- Nek – voce, cori
- Emiliano Fantuzzi – chitarra elettrica
- Massimo Varini – chitarra elettrica, cori
- Paolo Costa – basso
- Luciano Galloni – batteria

## Classifiche
Nonostante la frequente trasmissione in radio, il brano vede un insuccesso in quanto ad acquisti, arrivando alla novantesima posizione dopo dieci settimane dall'uscita.